# Sphalmium
- Commons
- Wikispecies

Sphalmium é um género monotípico de arbusto pertencente à família Proteaceae. Sua única espécie, Sphalmium racemosum, é endêmica da  Austrália.

## Taxonomia
Sphalmium racemosum foi descrita por (C.T.White) B.G.Briggs, B.Hyland & L.A.S.Johnson e publicada em Australian Journal of Botany 23(1): 166. 1975.
Sinonímia
- Orites racemosus C.T. White (basônimo)	[2]